# نگران نباشید، او با پای پیاده زیاد دور نخواهد شد
نگران نباشید، او با پای پیاده زیاد دور نخواهد شد (انگلیسی: Don't Worry, He Won't Get Far on Foot) فیلمی در ژانر کمدی-درام محصول سال ۲۰۱۸ آمریکا به نویسندگی و کارگردانی گاس ون سنت است. فیلمنامه این فیلم بر اساس داستان کوتاهی نوشته جان کالاهان به رشته تحریر درآمده است. ون سنت، به غیر از نویسندگی و کارگردانی، یکی از تدوینگران فیلم نیز می‌باشد. واکین فینیکس، جونا هیل، رونی مارا و جک بلک از جمله بازیگران فیلم هستند. 
بعد از فیلم‌های او و مریم مجدلیه، این سومین باری است که رونی مارا و همسرش واکین فینیکس در یک فیلم با یکدیگر همبازی می‌شوند. داستان فیلم دربارهٔ مردی فلج به نام جان کالاهان است که به خاطر شرایط زندگی‌اش به الکل پناه برده اما تصمیم می‌گیرد علاقه همیشگی خود که چاپ کارتون در روزنامه‌های رنگی می‌باشد را دنبال کند.
فیلم نخستین بار در تاریخ ۱۹ ژانویه ۲۰۱۸، در جشنواره فیلم ساندنس به روی پرده رفت که با استقبال خوب منتقدان مواجه شد. فیلم اکران گسترده خود را از تاریخ ۱۳ ژوئیه ۲۰۱۸ آغاز کرد. آمازون استودیوز وظیفه پخش فیلم را برعهده دارد.

## واژه‌نامه
1. ↑  Charles-Marie Anthonioz
2. ↑  Mourad Belkeddar
3. ↑  Nicholas Lhermitte
4. ↑  John Callahan
5. ↑  Jack Gibson
6. ↑  William Andrew Eatman